# Треблинка
Треблинка е бивш нацистки концентрационен лагер в окупирана Полша, част от системата на Холокоста, днес музей.
Функционира от юли 1942 г. до октомври 1943 г. В него са унищожени огромен брой хора – 700 000 – 900 000 души, предимно полски евреи и цигани.  По този показател отстъпва само на Аушвиц 2 (Биркенау).
Системата за унищожаване на хора в Треблинка била проста и ефективна. Направо от влаковите композиции затворниците били вкарвани в съблекални, където всичките дрехи на затворниците били конфискувани. След като затворниците минели през съблекалните, били вкарвани в газовите камери. После труповете били изгаряни и заравяни близо до лагера. Случвало се влакови композициии да стоят със седмици, чакайки разрешение да разтоварят затворниците поради натовареността на лагера.

## Местонахождение
Лагерът е построен на около 100 км североизточно от Варшава, като е специално създаден за унищожаване на евреи. В него са убити – в зависимост от използваните източници – между 700 000 и 1 400 000 души. 
Лагерът на смъртта в Треблинка е бил разположен в североизточния район на Полската генерална губерния, в рядко населената област близо до Малкиния Горна, възел от жп линията Варшава-Бялисток. Бил е на около 4 км северозападно от малкото селце Треблинка и неговата жп гара.
Близо до трудов лагер, известен като Треблинка I, избраното местоположение било силно залесено/гористо и добре скрито. В Треблинка I са затворени и поляци, и евреи. Трудовият лагер се намирал до яма, от която се копае чакъл, отдалечен на 1,5 км от лагера на смъртта.
Трудовият лагер Треблинка I функционирал от юни 1941 до 23 юли 1944 г. Евреите, твърде слаби, за да работят там, били изпращани в Треблинка II, където да бъдат убити. Лагерът на смъртта е бил част от операция Райнхард. Строителството започнало в началото на април 1942 г., след като хора от SS дошли в селото Понятово и проучили местността.
Строителните предприемачи били немските строителни фирми „Schonbronn“ от Лайпциг и „Schmidt–Munstermann“, които имали офис във Варшава. SS-хауптщурмфюрерът Рихард Томала от SS-строителното управление в Замошч ръководил работата по строежа. Работниците, които участвали в строежа на лагера на смъртта били преди всичко евреи, доведени там в камиони от съседните села, например Вегров и Сточек-Вегровски. Затворници, предимно поляци, от трудовия лагер Треблинка I също взели участие в строителството. 
Свидетелят Луцян Пухала си спомня
| „ | „В началото не знаехме причината за строежа на клона от жп линията. Чак в края на работата разбрах от разговор сред германците, че железопътната линия трябвало да води до лагер за евреи. Строежът отне две седмици и беше завършен на 15 юни 1941 г. Паралелно на строенето на жп релея продължиха и изкопите. Хората от SS и украинците, които надзираваха работата, убиваха няколко десетки души всеки ден, така че като поглеждах от мястото, където работех, към мястото, където работиха евреите, полето беше покрито с трупове. Вносните работници бяха използвани, за да копаят дълбоки ями и да строят редица казарми. По-специално, знам, че една сграда е била построена от тухли и бетон, в която, както по-късно научих, задържали хора, които щели да изтребят.“ | “ |

## История
Първият ръководител на лагера бил австрийският SS-оберщурмфюрер д-р Ирмфрийд Иберл, който служил в Бернбург (център за убиване чрез „евтаназия“), а също така за кратко и в концлагера Собибор. През август 1942 г. Иберл бил освободен от командуването си от Глобочник, когато Глобочник и Вирт посетили Треблинка и узнали за хаотичен срив в процеса на изтребване.
Това се случило, защото Иберл приел повече каторжници, отколкото Треблинка можел да побере. В края на август Иберл бил заместен от SS-оберщрумфюрера Франц Щангел, предишният ръководител на концлагера Собибор. Кристиан Вирт останал в Треблинка, за да се справи с хаоса, създаден от Иберл, и довел няколко опитни служители от SS от Белзек, като например Франц и Хакенхолт, за да му помогнат с изпълнението на задачата.
Персоналът на лагера Треблинка, отговорен за гладкото функциониране на масовите убийства, се състоял от около 35 – 40 германци, всички от които носели сивите униформи на Вафен-SS. Никой от тях не притежавал ранг, по-нисък от SS-сержант.
Идвали или от Вафен-SS или от универсалната SS, но някои били служили по-рано и в полицията, а много от тях имали опит и в т.нар. центрове за убиване чрез „евтаназия“. Не само германците били брутални масови убийци – приблизително 90 – 120 украински помощни войски им помагали главно като охрана.
За разлика от германците, украинците носели черни униформи и били въоръжени с карабини. Немският щаб носел пистолети, а понякога и картечници. По-голямата част от украинската стража били бивши съветски военни затворници, които доброволно служили на германците, като били обучени в лагера Травинки.
Някои от тях били с немско потекло (т.нар. Volksdeutsche), като известен брой от тях били назначени като взвод или отборни командири. Някои украинци били използвани и за да задействат газовите камери. Сред тях са и позорните Иван Марченко, по-известен като Иван Грозни от Треблинка и Николай Шалейев.
700 – 1000 еврейски обитатели извършвали ръчния труд, включително известни аспекти от изтребителния процес. Освен това се грижели и за личните нужди на SS-щаба. Групи от еврейски специалисти били наемани за строежа, режейки борови клони в гората, които се използвали като маскировка за оградите с бодлива тел, но еврейският труд се използвал най-често за сортиране и събиране на дрехите, вещите и ценностите, отнети от техните убити еврейски събратя. Всички те били изпращани към лагера Майданек в преградията на Люблин, където всичко бивало дезинфекцирано преди да се изпрати към Германия и раздаде на гражданите. Затворниците били избрани за работници измежду пристигащите, като повечето били убивани скоро след това.
През септември 1942 г. Щангел представил постоянни кадри еврейски работници. Тези привилегировани затворници, помагащи на германците в лагера, се наричали Kapos. Някои работили на товарната площадка, приемайки новите заточеници – те били известни като „Сините“ заради сините ленти, които носели. Отрядът, отговарящ за пребъркването на новопристигащите, се наричал „Червените“ заради техните червени ленти. Друг отряд работил в горния лагер – зоната за изтребване.
Лагерът бил поставен в неправилен триъгълник, 400х600 м и бил заобиколен от три огради с бодлива тел, преплетени с клони на дървета, които блокирали изглед към лагера от отвън. Втора външна ограда, състояща се от бодлива тел и противотанкови препятствия, наречена „Испански коне“, също била изградена на по-късен етап. Наблюдателни кули, високи 8 метра, били поставени на всеки от четирите ъгъла на лагера, а допълнителни кули били построени в зоната за изтребване.
Лагерът бил разделен на зони в почти еднакъв размер – областта, където живеели SS и украинците, зоната за посрещане (Auffanglager), големи казарми за разпределяне (Wohnlager), жилищните и работните помещения на евреите и лагерите на смъртта (Totenlager), известни също и като горния лагер. Площ с големина 100х100 м2 била отделена от останалата част от лагера с ограда от бодлива тел. Тази площ съдържала три казарми в U-образна форма. Там прекарвали нощта еврейските затворници, които работели в долния лагер. В далечната страна на зоната за проверка на присъстващите стояло отходното място, покрито със сламен покрив.
Затворниците пристигали в зоната за посрещане в югозападната част на лагера. Тази зона включвала железопътната линия, перона на гарата, който бил дълъг 200 м и фалшивата гара. На входа на псевдогарата по жп разклонение се влизало в лагера през дървена порта, която била увита в бодлива тел, преплетена с клони на дървета. Жп линията свършвала с жп буфер, както и дървена порта, която била винаги заключена. Лазаретът, малко място за екзекуции, също бил в зоната за посрещане.
Тези, които били твърде болни или твърде слаби или тези, които забавяли потока към газовите камери, като например инвалиди и непридружени деца, били водени до оградена площ с малка дървена постройка, на която се веел флаг на Червения Кръст. След като били съблечени в чакалнята, в която имало червени дивани, те били застрелвани в тила и захвърляни в горящ трап.
До товарната площадка се намирали две обширни казарми, където принадлежностите на жертвите били сортирани и съхранявани. На север от вещевите складове бил предгаровият площад. На изток от тази част имало оградено простраство, наречено площад за събличане (Entkleidungsplatz) или площад за депортиране. На него мъжете били разделяни от жените и децата. Там имало две големи казарми. Северната била използвана от жените за събличане, както и за подстригване на косите им при бръснари, които работили зад преградна стена в края на казармата. Косите на жените се събирали и по-късно – продавали. Южната била използвана в началото като спални помещения за мъжете затворници. По-късно я преобразували в депо за съхранение на стоки. Мъжете се преобличали на открито между двете казарми.
Зоната за изтребване, приблизително 200х250 м, където се извършвали масовите убийства, била ситуирана в югоизточната част на лагера. Тази зона била напълно изолирана от останалата част от лагера чрез ограда с бодлива тел, маскирана с клони от дървета, както и висока глинена могила, които предотвратявали наблюдение отвън. Газовите камери били разположени в зоната за изтребване в дълга тухлена сграда. В началото имало три газови камери, всяка 4х4 м и висока 2,6 м, подобно на първите газови камери, изградени в Собибор. В стая, прикрепена към сградата, имало двигател, който вкарвал отровния газ въглероден оксид през тръби в камерите. В стаята имало също и генератор, който осигурявал електричество на целия лагер.
Входните врати към старите газови камери водели до дървен коридор пред сградата. Всяка от тези врати била 1,8 м висока и 0,9 м широка. Вратите били херметически запечатани и заключени отвън. Вътре в газовите камери, срещу всяка входна врата, имало друга врата, направена от дебели и здрави дървени греди, 2,5 м широка и 1,8 м висока. Тези врати също били херметически затворени и се отваряли по подобен начин на съвременните гаражни врати, т.е. нагоре. Те се отваряли, като се подпирали с дървени греди, докато бъдат изнесени телата. Стените на газовите камери били частично покрити с бели плочки. Душове и тръбопровод се пресичали накриво на тавана, замислени да поддържат илюзията за обикновена душ кабина. Тръбопроводът всъщност пренасял отровния газ към камерите.
Свидетелят Ян Сулковски, полски затворник от принудителния трудов лагер Треблинка I, който помогнал в строежа на лагера на смъртта от 19 май 1942, споделя
| „ | „Хората от SS казваха, че щяло да бъде баня. По-късно чак когато сградата беше почти завършена, осъзнах, че ще бъде газова камера. Това, което беше показателно, беше специална врата от дебела стомана, изолирана с каучук, усукана с болт и поставена в желязна рамка, а също така и фактът, че в едно от строителните отделения беше монтиран двигател, от който 3 железни тръби водеха през покрива към трите останали части на сградата. Специалист от Берлин дойде, за да сложи плочки вътре и ми каза, че вече е изграждал такива камери и другаде.“ | “ |

На изток от газовите камери близо до тях имало огромни ями за заравяне на труповете. Известен брой от тези изкопи били с приблизителна дължина 50 м, 25 м широчина и 10 м дълбочина. Рововете били изкопани от копачи, доведени от трудовия лагер Треблинка I. Първоначално телата се пренасяли от газовите камери към изкопите чрез вагонетки, бутани от еврейския специален отряд (Sonderkommando) по тясна жп линия. Все пак тази система се оказала непрактична и била заменена от пренасяне на труповете на носилки.
Югоизточно от газовите камери имало две комбинирани казарми, оградени от ограда с бодлива тел, изградени като помещения за Sonderkommando от горния лагер.
Казармите включвали кухня, тоалетна, а по-късно и перално помещение. Наблюдателна кула и караулно помещение били построени в центъра на зоната за изтребване.
Площадът за събличане в долния лагер бил свързан със зоната за изтребване от Тръбата (Schlauch). Този път, дълъг 80 – 90 м и приблизително 4 м широк, бил ограден от 2 м високи маскирани огради от бодлива тел. Германците цинично го наричали „Пътят към Рая“ (Himmelfahrtstrasse). Той започвал зад женската казарма за преобличане и продължавал на изток, после на юг към газовите камери. Голите евреи били водени по този път към постройката, съдържаща газовите камери, под натиска на германски и украински камшици.
Оцелелият Оскар Стравчънски разказва
| „ | „Жертвите идват в Лагер 2 вече голи и остригани и незабавно са напъхани в кабините. Вече няма разделение: мъже, жени и деца са притиснати заедно в малките кабини толкова плътно, че дори само това би било достатъчно, за да ги задуши. Вратите са херметически запечатани, двигателите започват да работят. Въздухът отвътре е изсмукан и се опушва от изгорелия бензин вкаран вътре. Виковете отвътре се чуват за около 10 минути, а после всичко утихва.“ | “ |

Жилищната част за SS в северозападната част на лагера обемала жилищните помещения на украинските и SS служителите, които били настанени в казармата Макс Бяла, както и командата (Kommandantur), сервизните помещения, лазарета, складовете и работилниците. На Коледа през 1942 г. Щангел заповядал да се построи фалшива жп гара. Дървен часовник с нарисуван циферблат сочел постоянно 6 часа. Имало надписи „прозорец за билети“, „касиер“, „управител на гарата“ и различни таблици и стрелки, които уж посочвали влакови връзки „От Варшава – До Бялисток – До Варшава“, както и табела, показваща на депортираните, че са пристигнали на гара на име „Обермайдан“
В началото на 1943 г. SS изградили зоологическа градина и зона за отмора, пълна с маси и чадъри. Построили и по-сложна главна порта, разположена близо до жп входа. Портата се състояла от два дървени стълба, всеки декориран с метално цвете, на които почивал малък покрив. Напомняла по дизайн на вратите в полската провинция. През нощта прожектори осветявали входа, а украински и SS служители били на пост пред главната порта и в караулното помещение, което било построено в тиролски стил. На входа се четял надпис: „SS Специално командване, Треблинка“.
Идващите влакове с депортирани обикновено се състояли от 50 – 60 товарни вагона за добитък, съдържащи общо 6 до 7 хиляди души. След като преминели жп възела Малкиния-Гора, влаковете пресичали река Буг и спирали на станцията в село Треблинка. Управителят на станцията Францишек Забецки бил член на полската подземна железница и ключов наблюдател на събитията от 1942 и 1943 г.
Всяко транспортно средство било разделено на 20 вагона и бутано от локомотив, каран от Емерих и Клинцман, длъжностни лица на Райхсбана и Остбана към страничния коловоз, водещ към лагера. Останалите вагони чакали в станцията. Когато всяка част от влака се приготвяла да влезе в лагера, SS и украинските служители заемали позиция на жп платформата на лагера или в зоната за посрещане. Когато ваконите спирали, вратите се отваряли една по една от Синьото командване, а хората на SS и украинците заповядвали на евреите да напуснат вагоните.
Оскар Стравчънски си спомня
| „ | „Бягахме навън колкото можехме по-бързо, за да избегнем боя с камшици отгоре и се озовахме на дълга тясна платформа, претъпкана до краен предел. Всички бяха познати лица – съседи и познати. Прахът е толкова много, че помрачава слънчевата светлина. Миризма на обгорена плът те задушава. Несъзнателно зървам планините от дрехи, обувки, постелки и завивки и всички видове изделия, които могат да се видят през оградата. Но няма време за мислене – плътната маса от хора бива изблъсквана напред и смазана през портата.“ | “ |

Тогава човек от SS съобщава на пристигащите, че са дошли в транзитен лагер, от който ще бъдат изпратени към различни трудови лагери, но първо ще трябва да вземат душ по хигиенни съображения, както и да дезинфекцират дрехите си. Всички пари и ценности, които притежават, трябвало да бъдат предадени за съхранение и щели да им бъдат върнати след като се изкъпят. След това изявление на евреите бива заповядано да отидат на площада за събличане.
На входа му на мъжете е заповядано да преминат надясно, за да се съблекат, а на жените и децата – наляво. Надзиравани от Червеното командване, тази дейност трябвало да се извърши бягайки и била придружена с викане и бой от охраната. След събличането, а в случая с жените и подстригването на косите им, голите жертви влизали в „Тръбата“, която водела директно до газовите камери. Много източници твърдят, че жените и децата били обгазявани първо, докато голите мъже почиствали двора първо и тогава отивали към смъртта си.
Оскар Стравчънски разказва
| „ | „Но там, на този печален площад за каторжници, няма време за сълзи или чувства. Аз едва имах време да подам на съпругата си внимателно скритото одеяло за децата. Груба ръка се вкопчва в рамото ми и бивам захвърлен на другия край на площада. Успявам да остана с благия си баща. Мястото е пълно с хора. На едната страна са жени с малки деца, на другата – мъже, принудени да коленичат. По средата стоят хората от SS и украинците с оръжия в ръцете си, както и група от около 40 души с червени ленти. Те са евреи – отряда на „Червените“. На треблинкски жаргон те са наричани „Чевра Кедуша“ (Дружество за последно причастие). Най-известен на целия площад е немски офицер, як мъж с къса брада, качен на красив кафяв кон. Той се движи високомерно на коня си, по средата на площада. В определен момент той се обръща към коленичилите мъже и крещи: „Занаятчиите навън!“. Няколко души излизат навън. Повечето от тях, обаче, са върнати обратно. Само малцина стояха настрани, където човек на SS прави допълнителна селекция и групира останалите мъже по тройки. Аз коленича зад баща си. Съзнанието ми е напълно празно. Никакво чувство, никаква мисъл. Не изричам дори дума на баща си.“ | “ |

Когато жертвите бъдат заключени в газовите камери, двигателят се стартира и въглеродният оксид се влива. За около 20 – 30 минути всички жертви са мъртви. Телата им се вадят от камерите и биват откарвани за заравяне или към канавки за кремация. В началото дял от 20 вагона, съдържащи по 2000 – 3000 души, можели да се ликвидират в рамките на 3 – 4 часа. По-късно, вече опитни, германците успели да намалят времето до час и половина. Дори докато първата партида евреи били убивани, железопътните вагони, в които били транспортирани, били изпразвани и почиствани. Около 50 затворници се натоварвали със задачата, след което вагоните били извеждани от лагера, за да се направи място за следващата партида депортирани.
По това време друга група от около 50 затворници събирали дрехите и вещите, които били пазени на площада за събличане и ги премествали в площада за разпределяне. Там командване по разпределянето претърсвало багажа за пари или ценности и сортирало дрехите. Това командване било отговорно също и за премахването на еврейските Давидови звезди от дрехите и за унищожаването на личните карти и другите документи, които според германците били без стойност.
Веднъж разпределени, притежанията на жертвите били съхранявани и в подходящо време били изпращани към складовете на SS в Люблин.
200 – 300 затворници от Специалното командване били използвани в зоната за изтребване за задачи като премахване на труповете от газовите камери, почистване на камерите, вадене на златните зъби на жертвите и заравяне на телата. От зимата на 1942/1943 г. труповете били кремирани от командването вместо заравяни.
Както и в лагерите на смъртта Белзек и Собибор, германците скоро осъзнали, че капацитетът на газовите камери трябва да бъде повишен, за да се унищожи по-голям брой от все още живите евреи. Между септември 1942 и началото на октомври 1942 Вирт и Щангел взели решението да построят по-големи съоръжения за унищожение. За да добият необходимите за изграждането на новите камери тухли, SS претърсили местния район. Накрая строителният експерт на лагера Ервин Ламбърт срутил комина на стар завод за стъкло в Малкиния, като тухлите били използвани за направата на съоръженията за изтребване.
Всяка от новите газови камери била 4х8 м. Общата площ на трите стари газови камери била 48 м2, докато новите обхващали 320 м2. Те били високи 2 м, около 0,60 м по-ниски от старите. Това намаляване на височината понижило и количеството газ, нужно за убийствата. Централен коридор прекосявал дължината на сградата, с по 5 газови камери на всяка от страните му. Входните врати и вратите на газовите камери за премахването на телата били с дизайн подобен на старите камери. До вратите имало малък стъклен панел, поставен в стената, през който хората на SS и украинците можели да наблюдават вътрешността на камерите. Входът на газовите камери бил покрит с еврейска традиционна завеса, взета от синагогата, където била използвана като покривало за Кивота (арон а-кодеш). Или на завесата, или на сградата, стоял и надпис на иврит „Това е Пътят към Бога. Праведните хора ще преминат през него“. Фронтонът над входа поддържал голяма Давидова звезда. За да се достигне отвора на сградата, жертвите трябвало да изкачат пет широки стъпала, украсени от двете страни със саксийни растения.
Новите газови камери можели да унищожат максималко по 3800 души наведнъж, докато максималният капацитет на старите бил 600 души. Планът с изтребването в Треблинка започва на 23 юли 1942 г. Първите затворници идват от варшавското гето, като към 21 септември 1942 г. около 254 000 евреи от самата Варшава и 112 000 евреи от други места във Варшавската околия са убити в Треблинка. Сред жертвите бил Януш Корчак (Хенрик Голдшмит), видният директор на детско сиропиталище във Варшава. Сред затворниците, пристигащи от Австрия, били и роднини на Зигмунд Фройд. До зимата на 1942/1943 г. са избити 337 000 евреи от района на Радом, както и 35 000 от област Люблин. Общо 738 000 евреи от Генералното губернаторство и повече от 107 000 от района на Бялисток са убити между юли 1942 и април 1943 г.
SS-унтершарфюрерът Франц Зухомел разказва за началото на август 1942 г.
| „ | „(Когато пристигнах) Треблинка работеше при пълен капацитет. Варшавското гето се изпразваше тогаава. Три влака пристигнаха за два дни, всеки от тях с по три, четири, пет хиляди хора, всички от Варшава... Така, три влака пристигнаха, а тъй като настъплението срещу Сталинград беше в разгара си, влаковите композиции, пълни с евреи, бяха оставени на страничния коловоз. Още нещо: колите бяха френски, направени от стомана. Така че докато 5000 евреи пристигаха в Треблинка, 3000 бяха мъртви в колите. Те си бяха прерязали вените или просто бяха умрели. Онези, които ние разтоварихме, бяха полу-мъртви, полу-полудели. В другите влакове от Келце и другаде поне половината бяха мъртви. Наблъскахме ги (на товарната площадка). Хиляди хора се трупаха един върху друг на товарната площадка. Подредени като дървени трупове. Освен това други евреи, все още живи, чакаха там два дни: малките газови камери не можеха вече да се справят с натоварването. Те работиха ден и нощ по това време.“ | “ |

Евреи не само от Полша били избивани в Треблинка. 7000 евреи от Словакия били убити лятото на 1942 г. Между 5 и 25 октомври 1942 г. 5 влака носят 8000 евреи от Терезин. Над 4000 евреи от Тракия, територия на р. България, пристигнали през втората половина на март 1942 г. 7000 македонски евреи били убити между март и април 1943 г. Поне една партида от 2800 евреи била изпратена от Солун в края на март 1943 г. 2000 цигани също били избити в лагера на смъртта Треблинка. Програмата по изтребване продължила до април 1943 г., след което само няколко изолирани влака пристигат. В някои от тях се намирали оцелели от бунта във Варшавското гето.
През пролетта на 1943 г. свирепа тиф епидемия опустошила еврейските затворници. Стотици заразени били упоени, а след това екзекутирани в Лазарета от Август Мийте и Вили Менц.
Случили са се и няколко индивидуални опита за бягство и актове на съпротива. Например, убийството на служителя на SS Макс Бяла от Меър Берлинър на 11 септември 1942 г. Франц разкрил, че д-р Юлиан Хоразицки, един от лидерите на планирания бунт, притежавал голяма сума пари. Хоразицки неуспешно нападнал Франц, като след това се отровил, за да не издаде бунта.
Главната задача пред хората на SS сега била отстраняването на доказателства за престъплението. След визита на райхсфюрера Хайнрих Химлер в началото на март 1943 г. се издала заповед за кремация на телата. Масовите гробове били отворени и труповете били ексхумирани и изгорени в огромна кремационна мрежа, изградена от жп линии под командването на SS-сержанта Флос.
Когато кремацията на телата била почти завършена, се формирала съпротивителна група и се формализирали планове за бунт. Дата за въстание била договорена, но после отложена. Когато станало ясно, че бунтът не може да се забавя повече, се решило той да е извърши на 2 август 1943 г. в 5 следобяд. Взели оръжия от оръжейния склад на SS и ги раздали помежду си. На уговорената дата, когато наближавал часът на бунта, Франц и Ротнер от SS, заедно с 16 украинци, отишли да поплуват в близката река Буг, изпразвайки гарнизона на SS.
Когато Кърт Кътнър, на когото бил поверен долният лагер, започнал да бие затворник, ръководителите на бунта нямали друго решение, освен да стрелят и да започнат въстанието по-рано от предвиденото, тъй като се уплашили, че битият затворник щял да разкрие всички.
Бунтовниците започнали огъня с откраднатите оръжия в 4 без 2 минути, като стреляли по охраната на лагера. Бензиностанцията избухнала в пламъци благодарение на Станда Лихтблау, който работил в гаража. Дървени казарми и огради пламнали, но газовите камери не се повредили. Затворниците опитали да избягат от лагера. Те били застреляни от охраната в наблюдателните кули, като много загинали, оплетени в бодливата тел, която била вързана над противотанковите препятствия.
Повечето, ако не дори всички от ръководителите на бунта не успели да избягат от лагера. Галевски усетил вкуса на свободата, но не преживял жестокия резултат от въстанието. Затворниците, които успели да избягат, били преследвани от местната полиция и силите за сигурност, включително от охраната на принудителния трудов лагер Треблинка I. Жп охранители, украинци на коне и членове на жандармерията също се включили в преследването. Противопожарната служба от Малкиния пристигнала, за да изгаси горящия пожар в самия лагер.
От хилядата живи по време на бунта еврейски затворници около 200 успели да избягат. Само 60 от тях оцелели до края на войната, за да разкажат на света за ужасите в Треблинка. От затворниците, които останали в лагера след въстанието, някои били убити на място, докато останалите били принудени да срутят останалите строежи и да заличат всички следи от убийствената дейност на лагера. Тъй като газовите камери не били унищожени по време на бунта, те продължили да действат и последните жертви от Бялисток били обгазени на 21 август 1943 г.
Когато било завършено и това последно обгазяване, областта на лагера била разорана и на мястото ѝ били посадени дървета. Лагерът се превърнал във ферма, а украински охранител на име Щрайбел се заселил там със семейството си, за да пази мястото от ограбване от местното население. След като Щрайбел и семейството му напуснали мястото през 1944 г., местните се спуснали към някогашния лагер, за да търсят злато и други ценности. Докато търсели, открили части от разлагащи се тела.
Останалите еврейски затворници били или застреляни или трансферирани в лагера на смъртта Собибор на 20 октомври 1943 г. през Шедълце и Хелм. На 17 ноември 1943 г. последната партида депортирани отпътувала, носейки оборудване от лагера. Части от казармите вече били изпратени на трудовия лагер Дорохуча на 4 ноември 1943 г.
Имало е много опити да се изчисли точно броят на жертвите на лагера на смъртта Треблинка. Тъй като нацистите са унищожили по-голяма част от съответните данни, е съмнително дали някога ще се установи окончателна бройка. Все пак, на базата на скорошно проучване, е пресметнато, че общото число наближава 900 000 евреи, избити в лагера между юли 1942 и август 1943 г.
Все още на територията на някогашния концентрационен лагер могат да се видят 17 000 гранитни камъни, представящи местата, откъдето идват жертвите. Музей на Възпоменанието е създаден през 1964 г., за да се почете паметта им.